# Euro Beach Soccer League 2022
L'Euro Beach Soccer League 2022 è stata la 25ª edizione di questo torneo.
La competizione è stata disputata da ventidue nazionali tra Portogallo, Italia e Moldavia e il titolo, nella finale svoltasi a Cagliari, è andato alla Svizzera, vincitrice sul Portogallo. La Svizzera ha ottenuto così il suo secondo successo nel torneo dopo quello del 2012.
Il torneo è valso anche per la qualificazione ai Giochi europei del 2023.

## Squadre partecipanti
Le seguenti squadre hanno partecipato alla competizione.
I numeri tra parentesi mostrano il ranking europeo di ogni squadra prima dell'inizio della stagione, su 36 nazioni.

### Divisione A
- Portogallo (2ª)
- Spagna (3ª)
- Svizzera (4ª)
- Italia (5ª)
- Ucraina (7ª)

- Germania (8ª)
- Francia (9ª)
- Azerbaigian (10ª)
- Polonia (12ª)
- Estonia (15ª)

### Divisione B
- Turchia (11ª)
- Kazakistan (14ª)
- Romania (16ª)
- Grecia (17ª)
- Moldavia (18ª)
- Norvegia (19ª)

- Lituania (20ª)
- Inghilterra (21ª)
- Danimarca (23ª)
- Georgia (28ª)
- Lettonia (29ª)
- Malta (n/d)

## Fase finale

### Divisione B

#### Classifica
| Pos | Squadra     | Risultato               |
| --- | ----------- | ----------------------- |
| 1   | Moldavia    | Promosse in Divisione A |
| 2   | Turchia     | Promosse in Divisione A |
| 3   | Grecia      | Promosse in Divisione A |
| 4   | Kazakistan  | Promosse in Divisione A |
| 5   | Romania     |                         |
| 6   | Lettonia    |                         |
| 7   | Danimarca   |                         |
| 8   | Inghilterra |                         |
| 9   | Norvegia    |                         |
| 10  | Georgia     |                         |
| 11  | Lituania    |                         |
| 12  | Malta       |                         |

### Divisione A

#### Gruppo 1
| Pos | Team        | G | V | V+ | VP | P | GF | GS | GD  | Pts |
| --- | ----------- | - | - | -- | -- | - | -- | -- | --- | --- |
| 1   | Spagna      | 4 | 4 | 0  | 0  | 0 | 22 | 9  | +13 | 12  |
| 2   | Italia      | 4 | 3 | 0  | 0  | 1 | 25 | 13 | +12 | 9   |
| 3   | Ucraina     | 4 | 2 | 0  | 0  | 2 | 9  | 12 | –3  | 6   |
| 4   | Azerbaigian | 4 | 1 | 0  | 0  | 3 | 14 | 20 | –6  | 3   |
| 5   | Germania    | 4 | 0 | 0  | 0  | 4 | 11 | 27 | –16 | 0   |

#### Gruppo 2
| Pos | Team       | G | V | V+ | VP | P | GF | GS | GD  | Pts |
| --- | ---------- | - | - | -- | -- | - | -- | -- | --- | --- |
| 1   | Portogallo | 4 | 4 | 0  | 0  | 0 | 26 | 9  | +17 | 12  |
| 2   | Svizzera   | 4 | 3 | 0  | 0  | 1 | 24 | 13 | +11 | 9   |
| 3   | Polonia    | 4 | 1 | 1  | 0  | 2 | 16 | 17 | -1  | 5   |
| 4   | Francia    | 4 | 1 | 0  | 0  | 3 | 14 | 24 | –10 | 3   |
| 5   | Estonia    | 4 | 0 | 0  | 0  | 4 | 9  | 26 | –17 | 0   |

### Final Four
|  | Semifinali | Semifinali | Semifinali |            |          | Finale   | Finale | Finale |  |
|  |            |            |            |            |          |          |        |        |  |
|  | Spagna     | Spagna     | 5          |            |          |          |        |        |  |
|  | Spagna     | Spagna     | 5          |            |          |          |        |        |  |
|  | Svizzera   | Svizzera   | 8          |            |          |          |        |        |  |
|  | Svizzera   | Svizzera   | 8          |            | Svizzera | Svizzera | 6      |        |  |
|  |            |            |            |            | Svizzera | Svizzera | 6      |        |  |
|  |            |            | Portogallo | Portogallo | 5        |          |        |        |  |
|  | Portogallo | Portogallo | Portogallo | Portogallo | 5        | 8        |        |        |  |
|  | Portogallo | Portogallo |            |            |          | 8        |        |        |  |
|  | Italia     | Italia     | 3          |            |          |          |        |        |  |
|  | Italia     | Italia     | 3          |            |          |          |        |        |  |
|  |            |            |            |            |          |          |        |        |  |
|  |            |            |            |            |          | Spagna   | Spagna | 2      |  |
|  |            |            |            |            |          | Spagna   | Spagna | 2      |  |
|  |            |            |            |            |          | Italia   | Italia | 3      |  |

### Classifica
| Pos | Team        |
| --- | ----------- |
| 1   | Svizzera    |
| 2   | Portogallo  |
| 3   | Italia      |
| 4   | Spagna      |
| 5   | Ucraina     |
| 6   | Azerbaigian |
| 7   | Polonia     |
| 8   | Francia     |
| 9   | Estonia     |
| 10  | Germania    |